# Municipio Almoloya del Río
Koordinaten: 19° 9′ 30″ N, 99° 29′ 20″ W
Almoloya del Río ist ein Municipio im mexikanischen Bundesstaat México. Der Verwaltungssitz und größte Ort der Gemeinde ist das gleichnamige Almoloya del Río. Die Gemeinde hatte im Jahr 2010 10.886 Einwohner, ihre Fläche beträgt 16,654 km².

## Geographie
Almoloya del Río liegt zentral im Bundesstaat México, 20 km südöstlich von Toluca de Lerdo.
Das Municipio Almoloya del Río grenzt an die Municipios San Antonio la Isla, Atizapán, Tianguistenco, Texcalyacac und Rayón.